# 야운
야운(한국 한자: 野雲, 본명: 우각우, 본명 한자: 玗覺牛, 생몰년 미상)은 14세기 중후반 시대의 고려 말기의 불교의 고승이다.
앞서 언급한 야운(野雲)은 14세기 시대의 고려(高麗) 말의 선승(禪僧)이자 철학인(哲學人)으로, 속성(俗姓)이 우(玗)이며, 휘(함자)가 각우(覺牛)이기에, 속명(俗名)은 우각우(玗覺牛)이고, 호(號)는 몽암도인(夢岩道人)이다.
그는 행적이 자세히 알려져 있지는 않으나, 고려 말기 시대의 고승 혜근(惠勤, 1320~1376)의 제자(弟子) 겸 시자(侍者)로, 그는 그야말로 혜근(惠勤, 속명 아원혜(牙元慧))이라는 선사(禪師)의 곁에서는 오랫동안 수제자(首弟子)로 있다가, 1376년(우왕 2)에 스승 혜근(惠勤)이 입적(서거)한 뒤, 잠시 중국 명(明)의 닝보(寧波)를 거쳐 스자좡(石家莊)으로 들어가, 수몇수권의 불교 법도 철학 서책(佛敎 法道 哲學 書冊)을 구하여 가지고, 1377년(우왕 3)에 고려(高麗)로 귀국했다고 한다.
1378년(우왕 4)에는 당시 모두 고려 시대의 말엽의 문관(문신 겸 관료)이었던, 훗날의 모두 조선 시대의 초엽의 정치가인 동정 윤소종(桐亭 尹紹宗)·양촌 권근(陽村 權近) 등과의 다소 없지아니한 철학적(哲學的)인 교류가 있었다.
1380년대 초중반에, 병으로 인하여 40대 중후반에 입적한 그는, 저서에 《야운자경서(野雲自警書)》가 있다.

## 참고 문헌
- 본 문서에는 지식을만드는지식에서 CC-BY-SA 3.0으로 배포한 책 소개글을 기초로 작성된 내용이 포함되어 있습니다.